# ثيودور إل. بول
ثيودور إل. بول (بالإنجليزية: Theodore L. Poole)‏ هو سياسي أمريكي، ولد في 10 أبريل 1840، وتوفي في 23 ديسمبر 1900. حزبياً، نشط في الحزب الجمهوري. وقد انتخب عضو مجلس النواب الأمريكي.